# Virbia epione
Virbia epione är en fjärilsart som beskrevs av Druce 1911. Virbia epione ingår i släktet Virbia och familjen björnspinnare. Inga underarter finns listade i Catalogue of Life.